# サクソン (バンド)
サクソン（SAXON）は、イギリスのヘヴィメタル・バンド。
「アイアン・メイデン」「デフ・レパード」らとNWOBHMムーヴメントを牽引してきたとされるバンドの一つで、その活動は40年以上に及ぶ。
当バンドのほか、もとメンバーが結成したもう一組の「サクソン」も存在した。

## 概要

### NWOBHM期

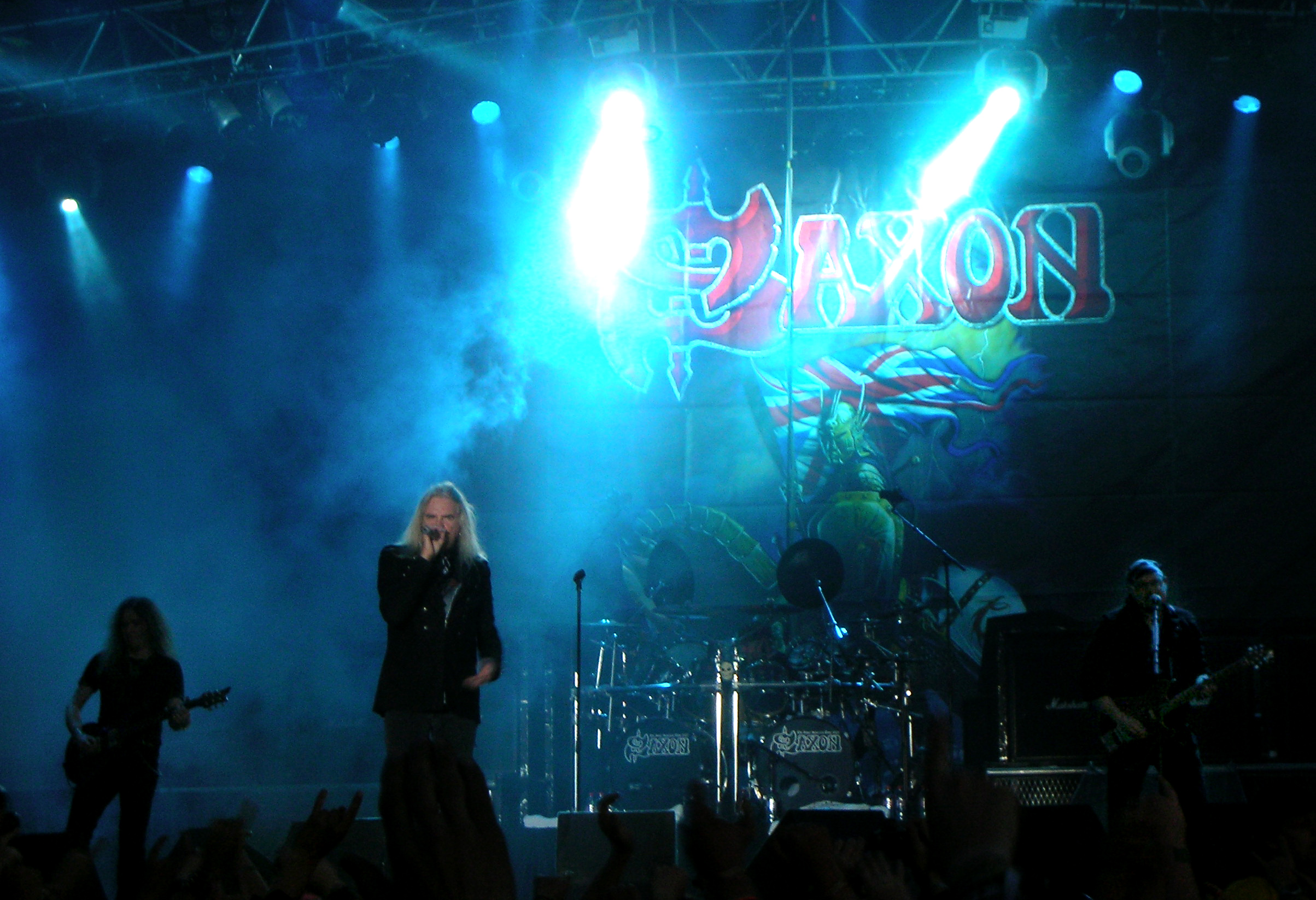
スウェーデン・セルヴェスボリ公演 (2008年6月)

イングランド・ヨークシャーのローカル・バンド「COAST」のビフ・バイフォード(Vo)とポール・クィン(G)、「SOB」のグラハム・オリヴァー(G)とスティーヴ・ドーソン(B)が合流し「Son of a Bitch」を結成。そこに「the glitter band」で活動していたピート・ギル(Ds)も加わり、NWOBHMムーヴメント基点の年である1979年、所属レーベル「カレア・レコード」によりバンド名の改名を要求され、「サクソン」名義でデビュー・アルバム『サクソン』発表。
1980年に2ndアルバム『ホイールズ・オブ・スティール』発表後にワールドツアーを行い、第1回「モンスターズ・オブ・ロック」に出演。1981年の4thアルバム『デニム・アンド・レザー』は、母国でシルバーディスクを獲得した。アルバムタイトルに代表される楽曲の多くは、バイク乗りをテーマにした歌詞や彼らのスタイルをテーマにしている影響で、ヨーロッパのバイカーによる支持が多かった。
1981年に初来日。同年ピート・ギル(Ds)が脱退し、ナイジェル・グロックラーに交代。
1984年の6thアルバム『CRUSADER』をリリース。北米進出を狙って、当時のLAメタル・ムーヴメントのようなポップを加味した音楽性にシフトしたため、従来のファンから不評を買い低迷期に入る。1986年にスティーヴ・ドーソン(B)が脱退し、同年リリースのアルバム『ロック・ザ・ネイションズ』ではバイフォードがベースも兼任して、その後ポール・ジョンソンが正式ベーシストとして加入した。しかし、ジョンソンは短期間で脱退し、1988年にニッブス・カーターが加入。
1991年の10thアルバム『ソリッド・ボール・オブ・ロック』から徐々に原点に戻り、作品を重ねるごとに良質なヘヴィメタル・アルバムを発表し続ける。1995年のアルバム『ドッグス・オブ・ウォー』リリースの翌年、オリジナルメンバーのグラハム・オリヴァー(G)が解雇される。新たにダグ・スカーラットが加入。

### 2派に分裂
その後、離脱したグラハム・オリヴァーとスティーヴ・ドーソンがバンド名の「Saxon」を商標登録し、サクソン名義で活動を展開。問題視した本家バンド側は差し止めを裁判に訴え、バンド名使用で争うようになる。最終的に条件付きのバンド名「Oliver/Dawson Saxon」として活動を認められ、もう一つの「サクソン」が派生した。(#オリヴァー/ドーソン サクソン (Oliver/Dawson Saxon)の節も参照)
2007年、結成30周年。HR/HMフェス『LOUD PARK 07』参加のため、26年ぶりに来日。ファンからの反応が好評で、翌2008年や2011年には単独での来日公演を開催した。
2012年、バンドの伝記映画『ヘヴィメタル・サンダー』が公開。日本では2016年に上映された。
2021年、バンドに影響を与えたクラシック・ロック・バンドの楽曲を取り上げたカヴァー・アルバム『インスピレイションズ』を発表。
2022年のアルバム『カルペ・ディエム〜鋼鉄の瞬間〜』は全英アルバムチャートで17位に達し、バンドにとって38年ぶりの全英トップ20アルバムとなった。

### ポール・クィン引退以降
2023年4月、ギターのポール・クィンが、長年蓄積されたストレスや疲労による自身のパフォーマンス低下を理由に、ツアー活動からの引退を発表した。ただしバンドから脱退はせず、レコーディング等には参加する意向である。後任には、ダイアモンド・ヘッドのブライアン・タトラーが参加。
2024年、正式にタトラーも携わった最初のアルバム『ヘル、ファイア・アンド・ダムネイション』をリリースし、11月には新作に伴った13年ぶりの来日ツアーを開催予定だっだがビザの問題により2025年に延期となった。
2025年4月、延期となっていた来日ツアーの振替公演で、約14年ぶりとなる来日公演『SAXON ～Hell,Fire and Steel Japan Tour 2025～』を開催。

## メンバー
2024年10月時点

### 現ラインナップ
- ビフ・バイフォード　(Biff Byford) - ボーカル (1977- )
- ポール・クィン　(Paul Quinn) - ギター (1977- ) - 2023年よりツアーは引退
- ダグ・スカーラット　(Doug Scarratt) - ギター (1996- )
- ブライアン・タトラー　(Brian Tatler) - ギター (2023- ) - ダイアモンド・ヘッド兼任
- ニッブス・カーター　(Nibbs Carter) - ベース (1988- )
- ナイジェル・グロックラー　(Nigel Glockler) - ドラムス (1981-1987, 1988-1999, 2005- )

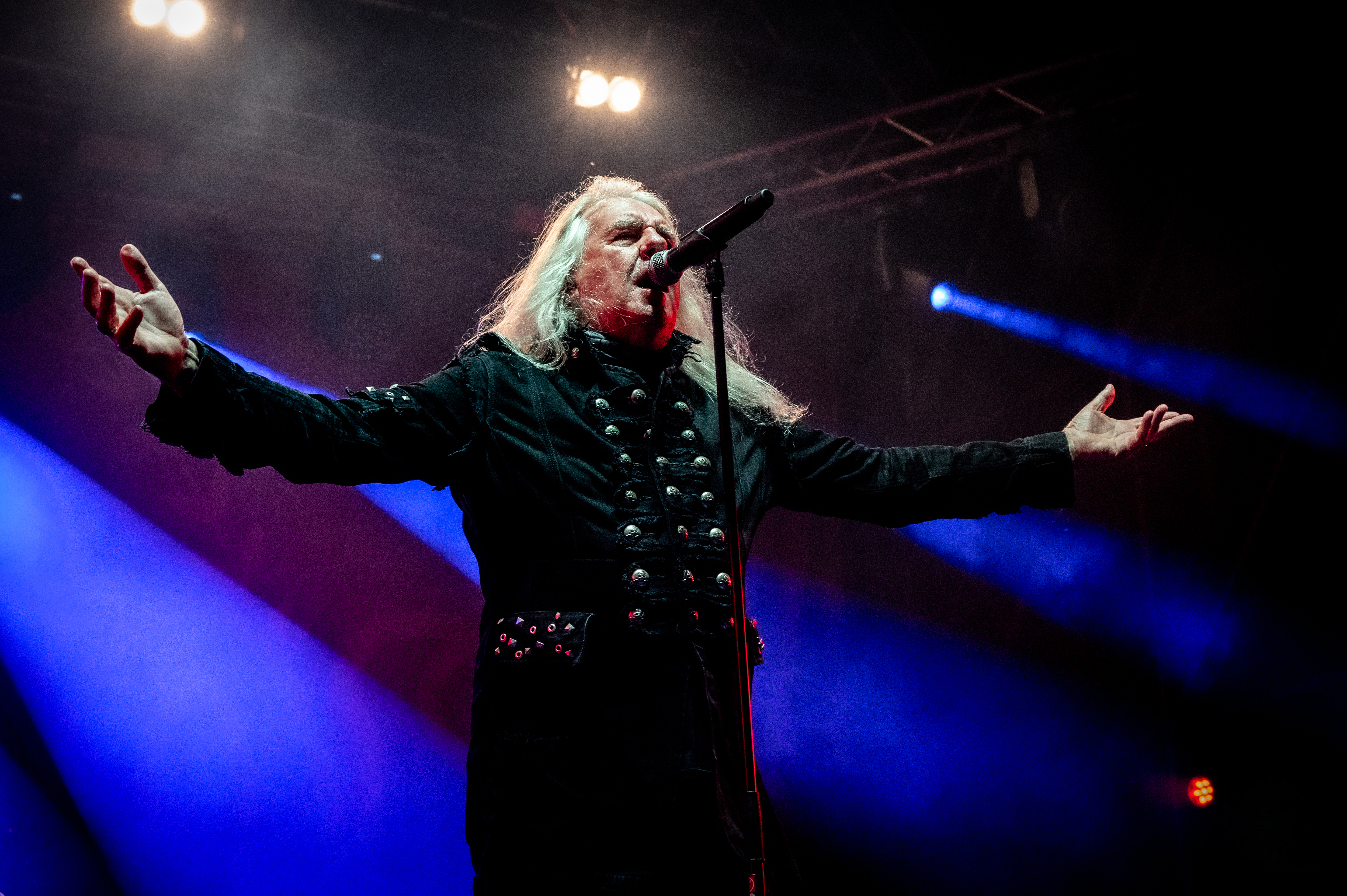
ビフ・バイフォード(Vo) 2023年
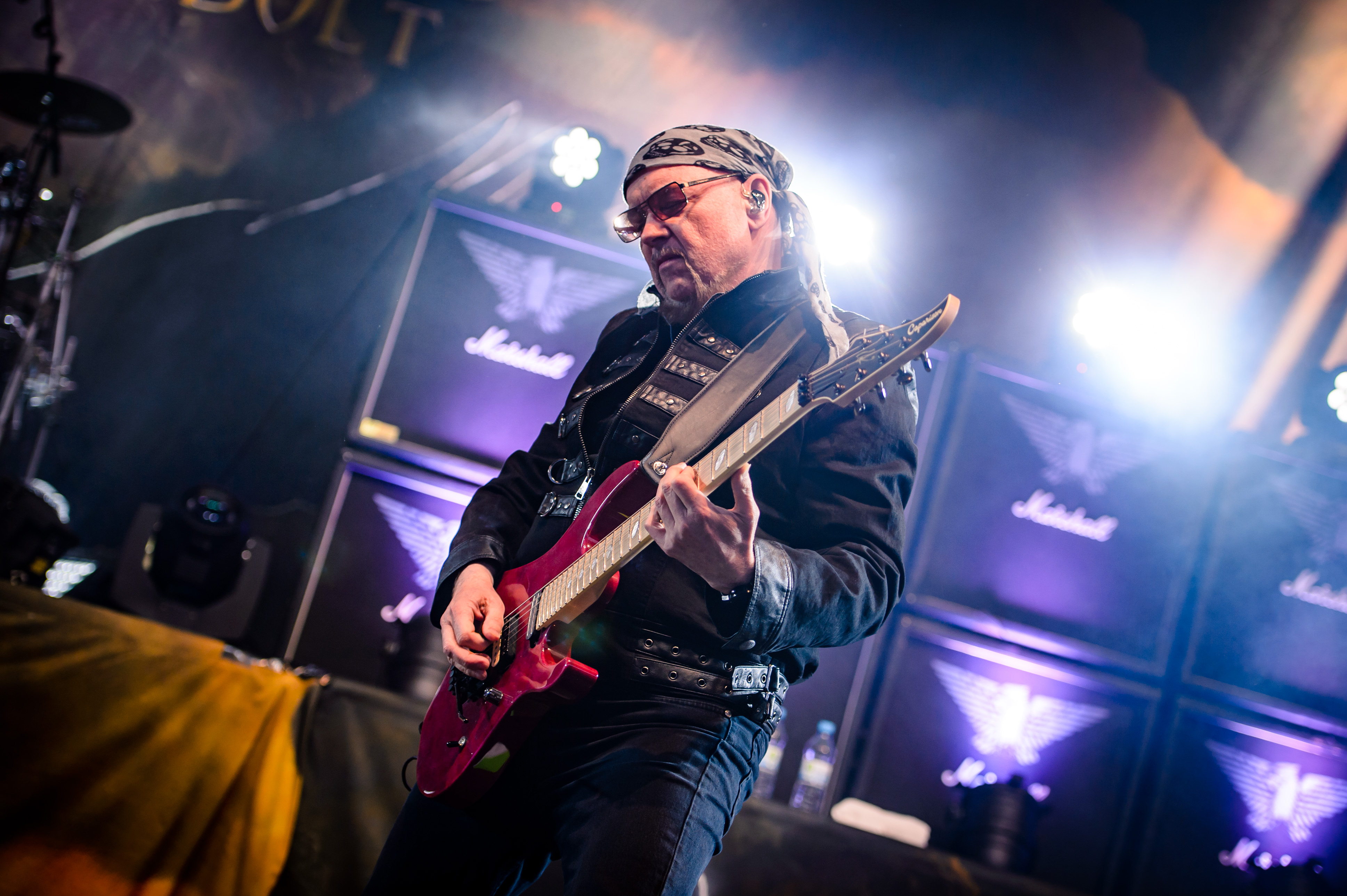
ポール・クィン(G) 2018年
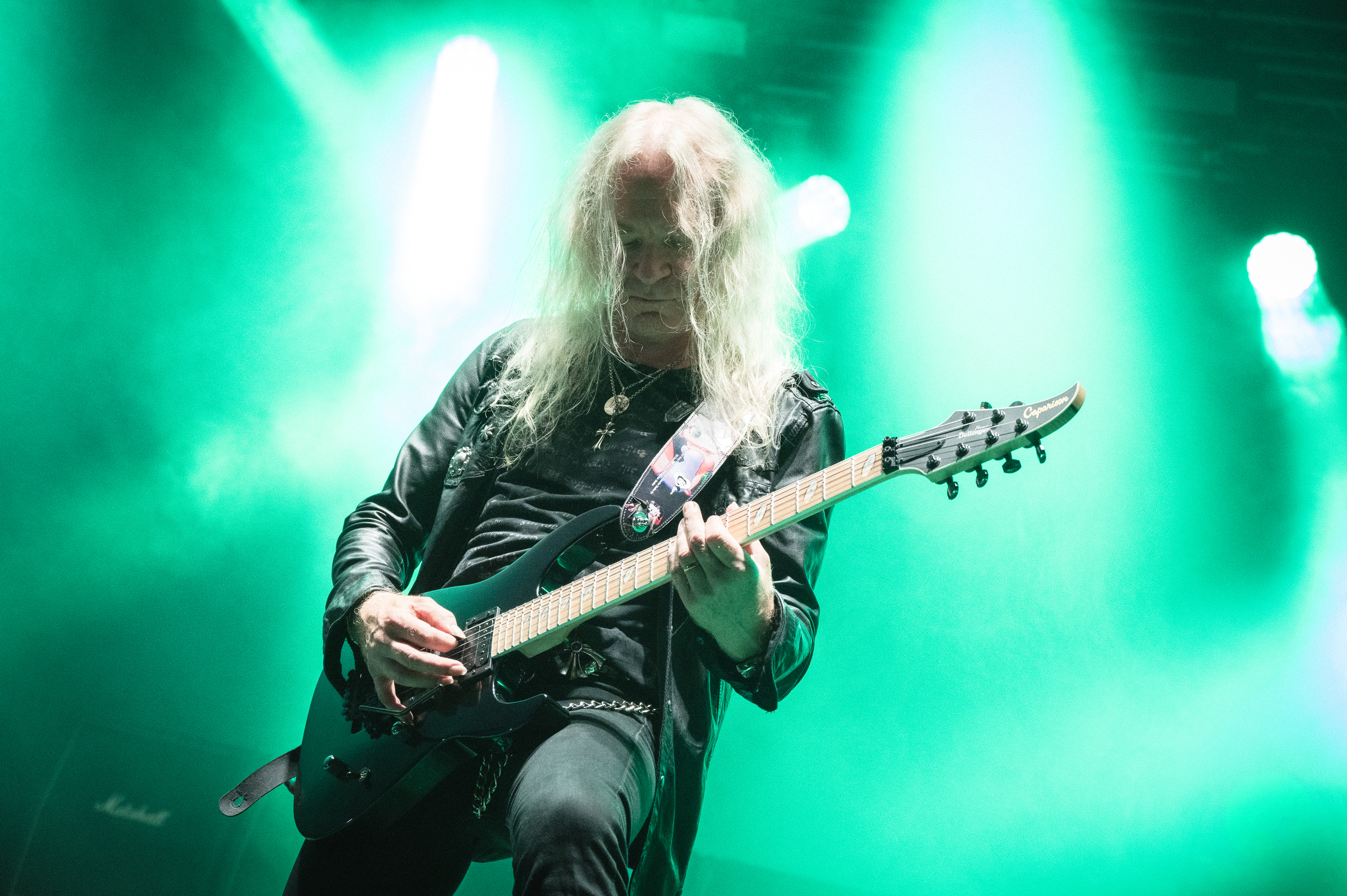
ダグ・スカーラット(G) 2023年
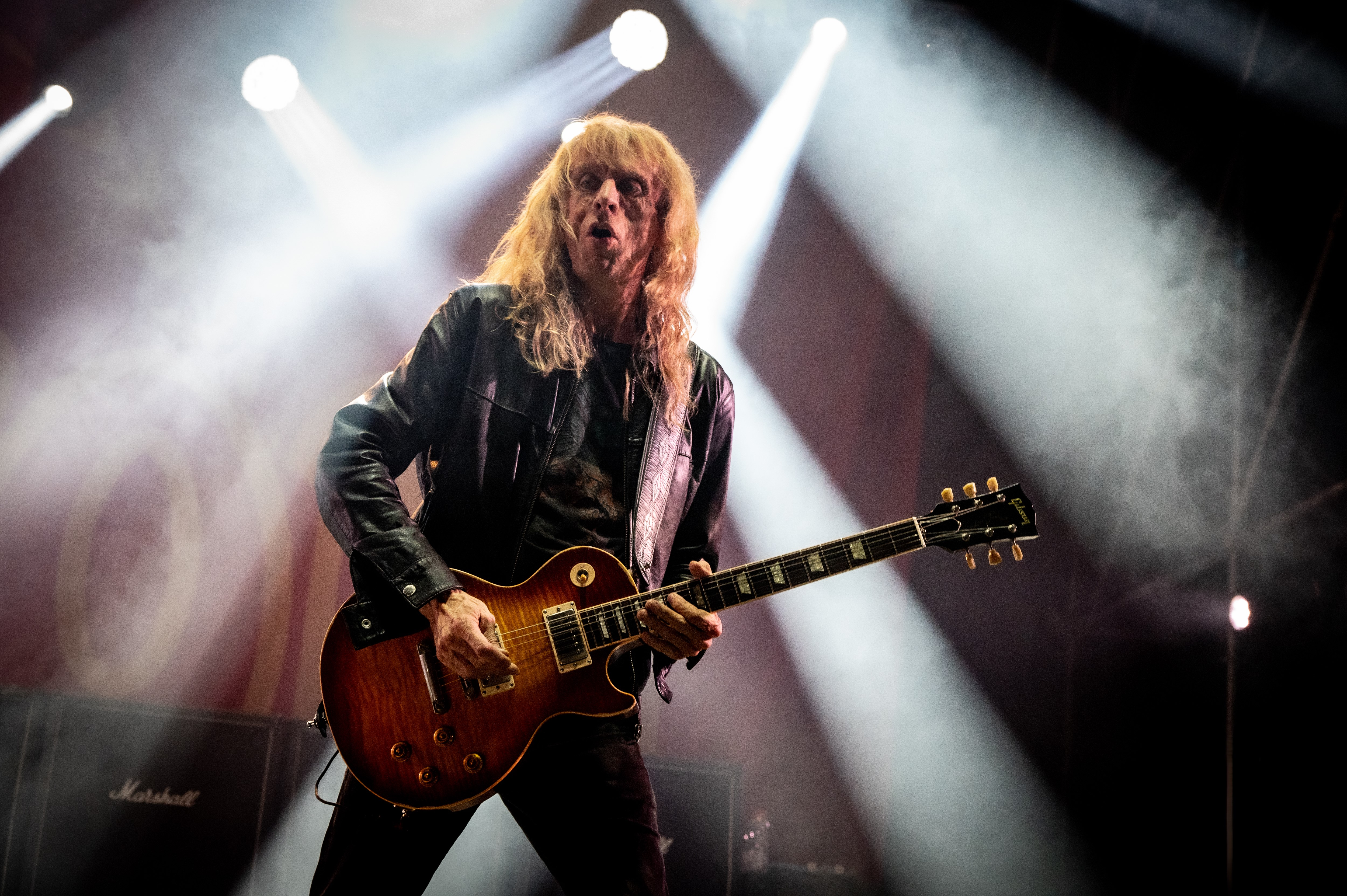
ブライアン・タトラー(G) 2023年
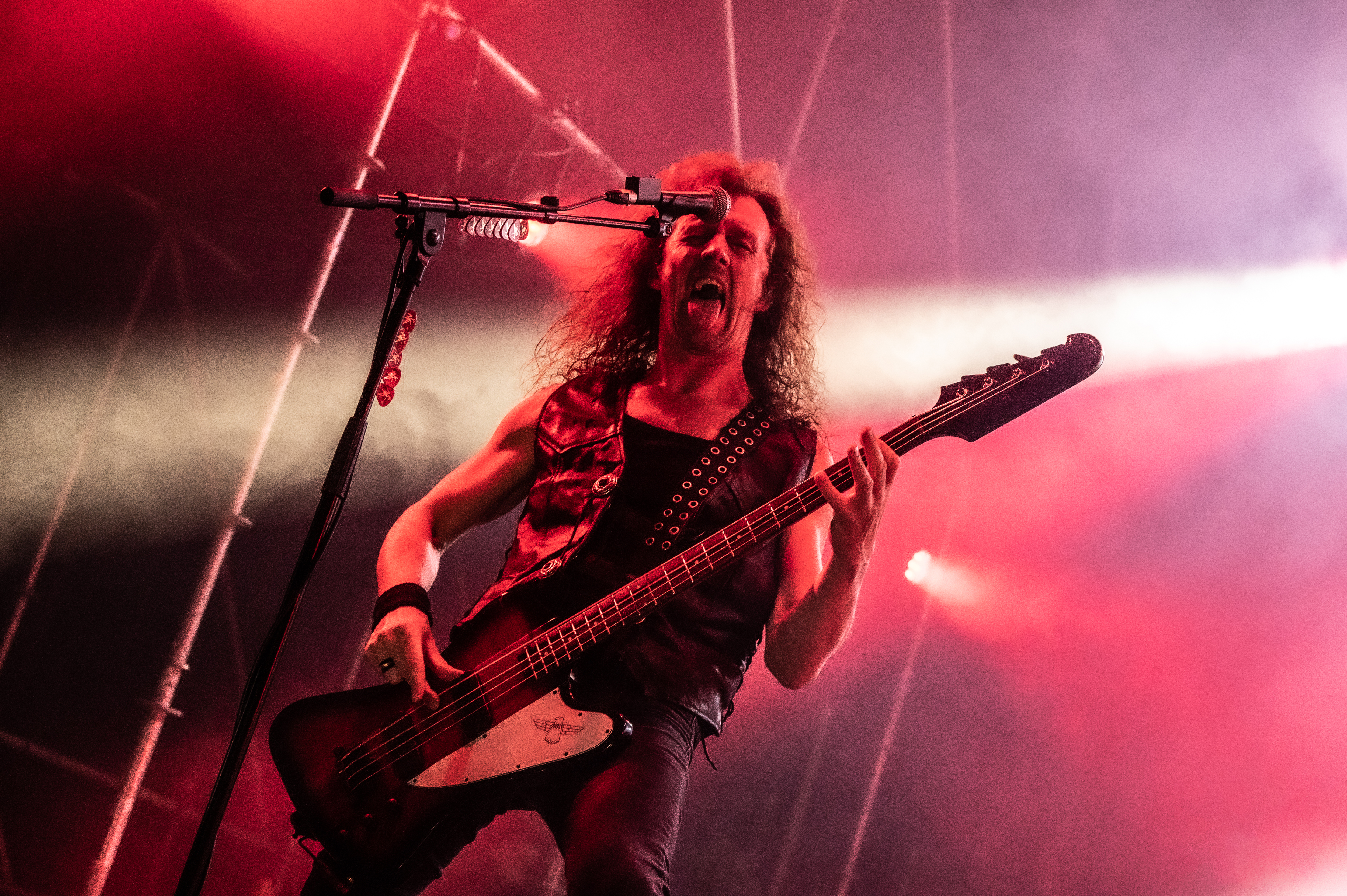
ニッブス・カーター(B) 2023年
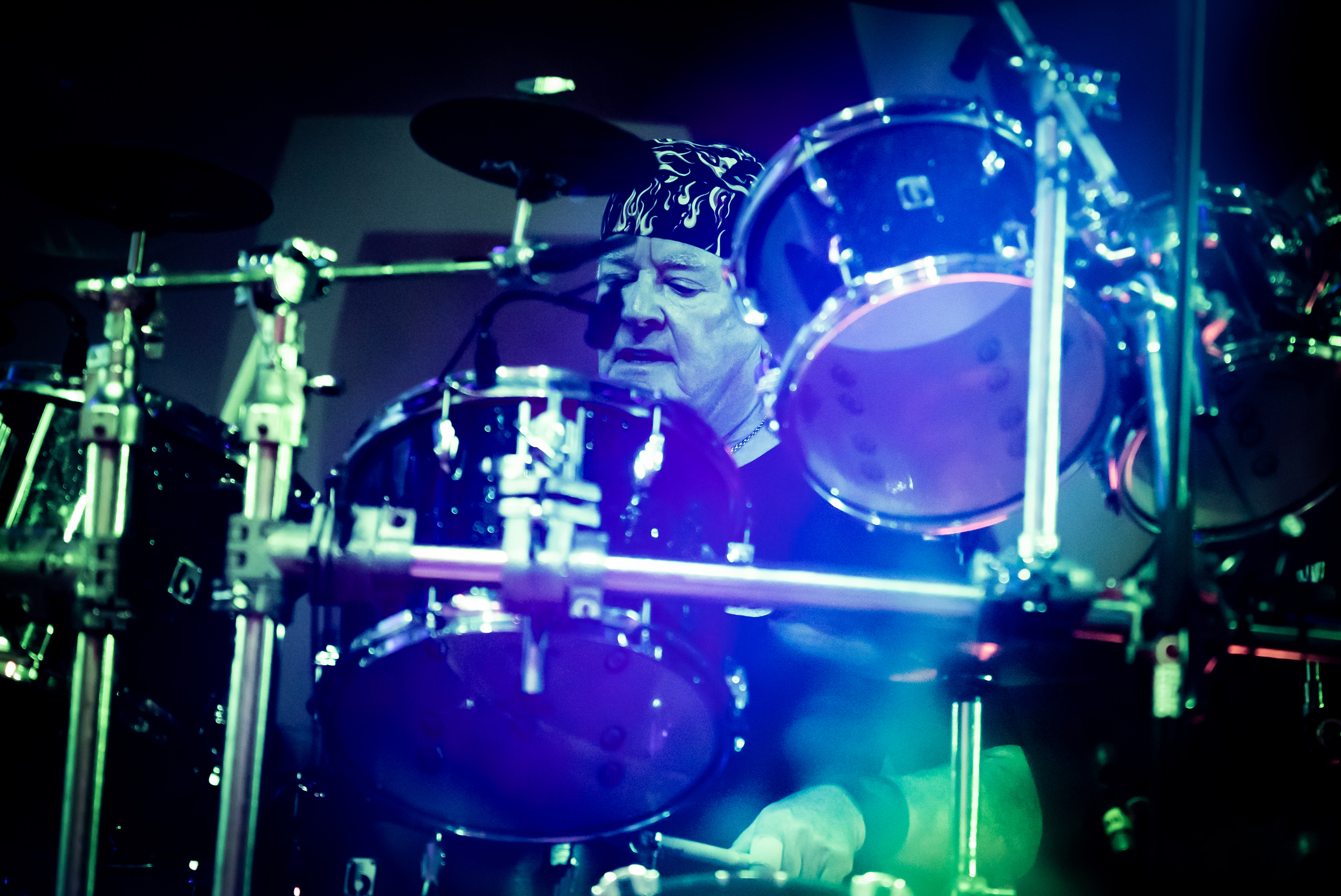
ナイジェル・グロックラー(Ds) 2023年

### 旧メンバー
- グラハム・オリヴァー　(Graham Oliver) - ギター (1977-1996)
- スティーヴ・ドーソン　(Steve Dawson) - ベース (1977-1986)
- ピート・ギル　(Pete Gill) - ドラムス (1977-1981)
- ポール・ジョンソン　(Paul Johnson) - ベース (1986-1988)
- ナイジェル・ダラム　(Nigel Durham) - ドラムス (1988)
- フリッツ・ランドウ　(Fritz Randow) - ドラムス (1999-2004)
- ヨルグ・マイケル　(Jörg Michael) - ドラムス (2004-2005)

## ディスコグラフィ

### スタジオ・アルバム
- 1979年 『サクソン』 - Saxon
- 1980年 『ホイールズ・オブ・スティール』 - Wheels of Steel -英5位
- 1980年 『ストロング・アーム・オブ・ザ・ロウ』 - Strong Arm of the Law -英11位
- 1981年 『デニム・アンド・レザー』 - Denim and Leather -英9位
- 1983年 『パワー・アンド・ザ・グローリー』 - Power and the Glory -英15位
- 1984年 『クルセイダー』 - Crusader -英18位
- 1985年 『イノセンス・イズ・ノー・エクスキューズ』 - Innocence Is No Excuse -英36位
- 1986年 『ロック・ザ・ネイションズ』 - Rock the Nations -英34位
- 1988年 『ディスティニー』 - Destiny -英49位
- 1991年 『ソリッド・ボール・オブ・ロック』 - Solid Ball of Rock
- 1992年 『伝説からの生還』 - Forever Free
- 1995年 『ドッグス・オブ・ウォー』 - Dogs of War
- 1997年 『アンリーシュ・ザ・ビースト』 - Unleash the Beast
- 1999年 『メタルヘッド』 - Metalhead
- 2001年 『キリング・グラウンド』 - Killing Ground
- 2004年 『ライオンハート』 - Lionheart
- 2007年 『ザ・インナー・サンクタム』 - The Inner Sanctum - 英102位
- 2009年 『イントゥ・ザ・ラビリンス』 - Into the Labyrinth
- 2011年 『コール・トゥ・アームズ〜メタル召集命令〜』 - Call to Arms
- 2013年 『サクリファイス』 - Sacrifice -英87位
- 2015年 『バタリング・ラム〜破城槌〜』 - Battering Ram -英50位
- 2018年 『サンダーボルト』 - Thunderbolt -英29位
- 2021年 『インスピレイションズ』 - Inspirations -英56位、カバーアルバム
- 2022年 『カルペ・ディエム〜鋼鉄の瞬間〜』 - Carpe Diem -英17位
- 2023年 More Inspirations - カバーアルバム
- 2024年 『ヘル、ファイア・アンド・ダムネイション〜天誅のヘル・ファイア〜』 - Hell, Fire and Damnation

### ライヴ・アルバム
- 1982年 『イーグル・ハズ・ランデッド』 - The Eagle Has Landed -英5位
- 1989年 Rock 'N' Roll Gypsies
- 1990年 Greatest Hits Live
- 1998年 The Eagle Has Landed Part2
- 1999年 BBC Sessions
- 2006年 The Eagle Has Landed Part3
- 2012年 Heavy Metal Thunder - Live: Eagles Over Wacken
- 2014年 St. George’s Day Sacrifice: - Live in Manchester
- 2016年 Let Me Feel Your Power

## オリヴァー/ドーソン サクソン (Oliver/Dawson Saxon)
オリヴァー/ドーソン サクソン（Oliver/Dawson Saxon）は、「サクソン」のオリジナルメンバー グラハム・オリヴァー(G)とスティーヴ・ドーソン(B)を中心とした「サクソン」名義の派生グループ。

### もう1つのサクソン
1995年、「サクソン」のオリジナルメンバー グラハム・オリヴァー(G)とスティーヴ・ドーソン(B)が、サクソン結成以前に活動したバンド「Son of a Bitch」の再興プロジェクトを開始し、サクソン・オリジナルドラマーのピート・ギルも合流。翌年にサクソンから解雇されたオリヴァーは「Saxon」を商標登録した上で、Son of a Bitchから「サクソン」名義で活動するようになる。
本家の「サクソン」側は当初、楽曲を演奏する程度のライヴまでは寛容な態度をとっていたが、徐々にビジネスを拡大し商標登録もして対抗されたため、バンド名の使用を差し止める訴えを裁判所に起こした。高等裁判所はオリヴァー側が取得した「Saxon」の商標効力を無効にし、バンド名に主宰者名を含めることを義務付け、本家のロゴを使用しないことを条件に活動を許された。
活動は「サクソン」時代の楽曲を主体としたライヴ中心だったが、2012年にOliver/Dawson Saxon名義で初のスタジオ・アルバム『Motorbiker』をリリース。2019年には来日公演も実現している。
2021年、ドーソンの引退に伴いバンドは解散し、グラハム・オリヴァーは残りのメンバーと共に「グラハム・オリバーズ・アーミー」(Graham Oliver's Army)を新たに結成。2023年には、サクソンメンバーのポール・クインが特別参加し来日公演を果たした。
メンバーの変遷は、旧メンバーを参照のこと。

### メンバー

#### 最終ラインナップ
- ブリ・ショーネシー (Bri Shaughnessy) - ヴォーカル (2011- 2021)
- グラハム・オリヴァー (Graham Oliver) - ギター (1995-2021 ) - 「サクソン」オリジナルメンバー
- ギャヴ・コールソン (Gav Coulson) - ギター (2016- 2021)
- スティーヴ・ドーソン (Steve Dawson) - ベース (1995-2021 ) - 「サクソン」オリジナルメンバー
- ポール・オリヴァー (Paul Oliver) - ドラムス (2010- 2021) - グラハムの息子

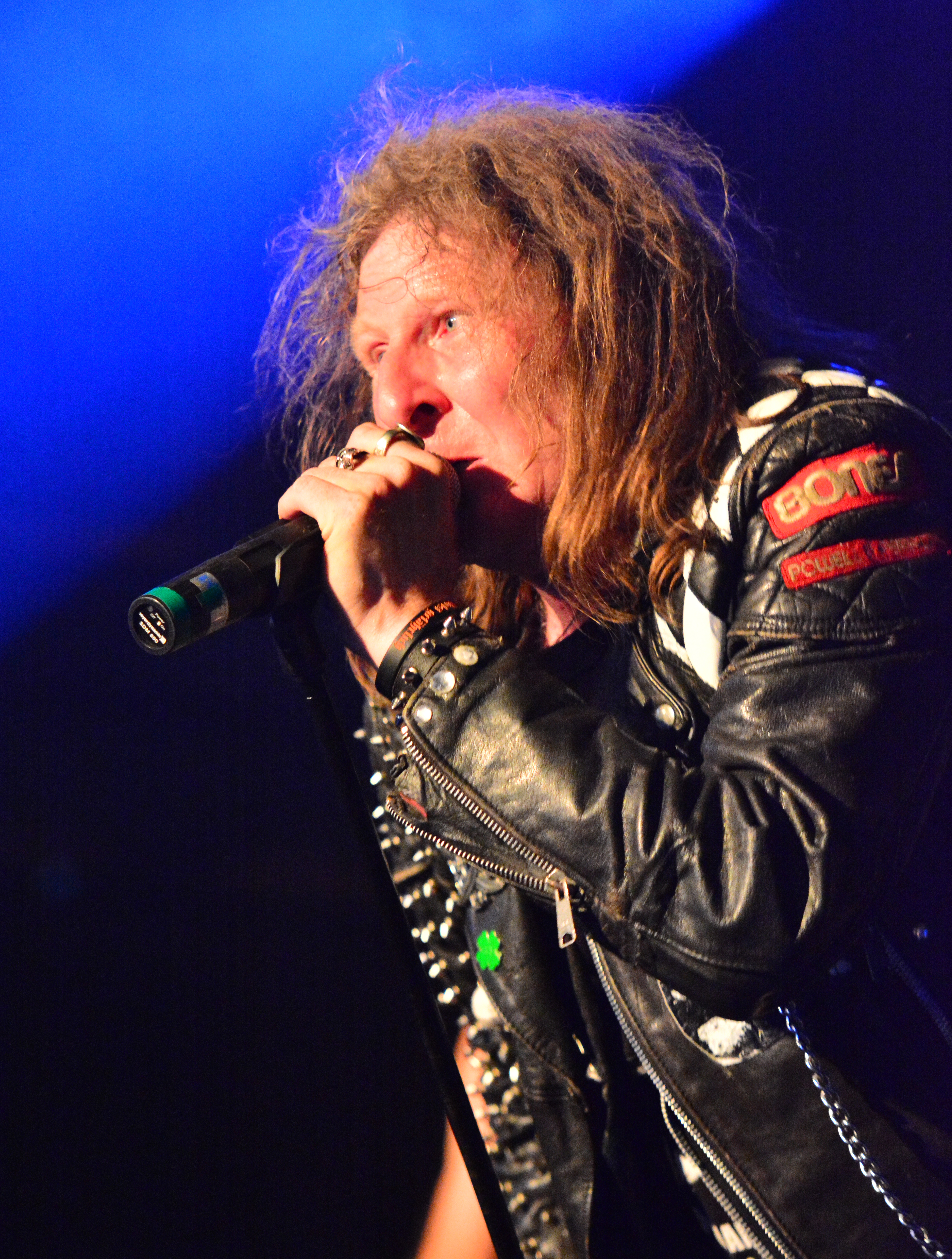
ブリ・ショーネシー(Vo) 2014年
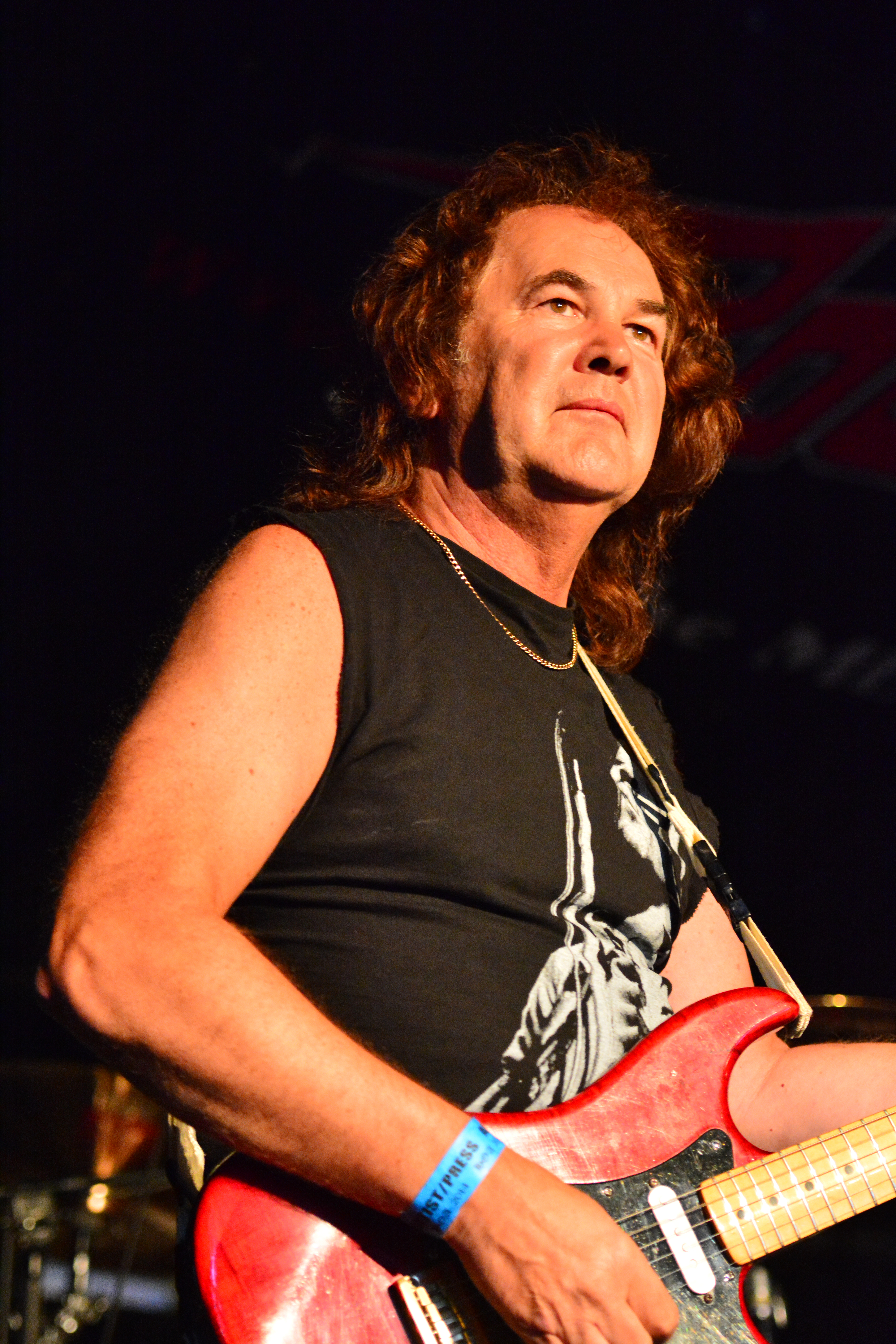
グラハム・オリヴァー(G) 2014年
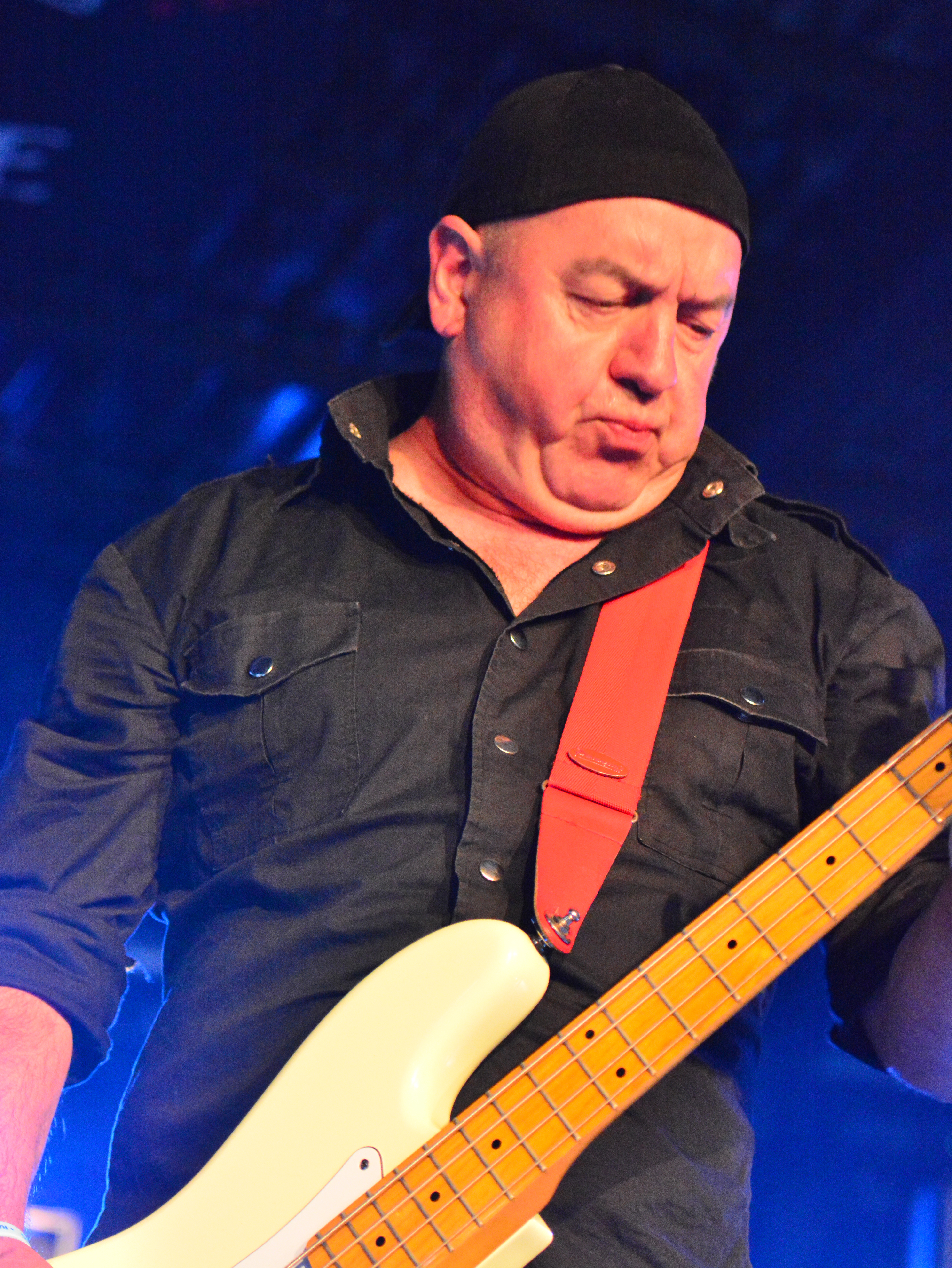
スティーヴ・ドーソン(B) 2014年

#### 旧メンバー
- ピート・ギル (Pete Gill) - ドラムス (1995-1999) - 「サクソン」オリジナルメンバー
- テッド・ブレット (Ted Bullet) - ヴォーカル (1995-1999)
- ハイドン・コンウェイ (Haydn Conway) - ギター (1995-2016)
- ケヴ・ムーア (Kev Moore) - ヴォーカル (1999)
- ナイジェル・ダラム (Nigel Durham) - ドラムス (1999-2010)
- ジョン・ワード (John Ward) - ボーカル (2000-2011)

サポート
- カイル・ヒューズ (Kyle Hughes) - ドラムス (2019)

### ディスコグラフィ
スタジオ・アルバム
- 1996年: Victim You - Son of a Bitch名義
- 2012年: Motorbiker

ライヴ・アルバム
- 2000年: Re://Landed
- 2003年: It's Alive
- 2014年: Blood And Thunder - Live